# Буревісник (станція метро)
Буреві́сник (рос. Буреве́стник) — кінцева станція Сормовсько-Мещерської лінії Нижньогородського метрополітену. Розташована за станцією «Бурнаковська». Відкрита 9 вересня 2002 року у складі другої черги Сормовської лінії.

## Історія
Станція побудована на місці залізничної платформи «Нове Сормово», яка була ліквідована у 1980-ті роки. На дільниці залізниці, що збереглася, планується продовження Сормовської лінії.
Станції «Буревісник» у первинному проєкті Сормовської лінії не передбачалося. А задумали станцію на початку 1990-х років, коли тодішній начальник метрополітену запропонував, що якщо розділити лінію на дуже дрібні дільниці і обіцяти черзі їх швидку здачу в експлуатацію, то під це гроші даватимуть вірніше, ніж під один великий радіус з невизначеним терміном пуску. Тож інституту «Нижньогородметропроєкт» було доручено завдання «вкреслити» у вже заплановану лінію від Московського вокзалу до Сормово ще одну станцію.
Вперше в історії російського метробудування назва станції на стінах була зроблена наліпками.

## Виходи
Єдиний вихід зі станції розташований біля головної прохідної Нижньогородського машинобудівного заводу.
Станція використовується для пересадки на наземний транспорт, який йде у бік великого району Сормово.

## Технічна характеристика
Конструкція станції — наземна крита з двома береговими платформами.
Сама станція, частина перегону від станції «Бурнаковська» і оборотні тупики знаходяться в бетонному коробі-тунелі, заглибленому в землю на декілька метрів. 
Побудована на місці ліквідованої у 1980-ті роки залізничної платформи Нове Сормово. Єдина в Нижньогородському метрополітені станція з береговими платформами.

## Колійний розвиток
Станція з колійним розвитком — 2 стрілочних переводи, з'їзд, 1 станційна колія для обороту та відстою рухомого складу і 1 колія для відстою рухомого складу.

## Оздоблення
Стіни і колони станції оздоблені білим і чорним мармуром, підлога викладена світлим гранітом, стеля оздоблена металом і пластиком. У стелю вбудовані світильники. Назва станції вперше виконано плівкою, що самоклеїться, а не металевими буквами.